# Erich Martin Hering
Erich Martin Richard Hering (Heinersdorf, 10 de noviembre de 1893-Berlín, 18 de agosto de 1967) fue un entomólogo alemán especializado en insectos minadores de hojas. Fue curador en el Museo de Historia Natural de Berlín, donde sus colecciones de lepidópteros, coleópteros, himenópteros, dípteros son conservadas. Sus colecciones de Agromyzidae se comparten entre el MfN y la Escuela Agrícola de Portici, ahora parte de la Universidad de Nápoles Federico II. 
También descubrió una especie de mosca, Acanthonevra scutellopunctata en 1952.

## Biografía
Hijo de Richard Hering y de Amalie née Boedewig. Fue maestro, enseñando primero en escuelas primarias. Herido de gravedad durante la Primera Guerra Mundial, aprovechó su larga estadía en el hospital para estudiar y aprobó su bachillerato. Luego estableció contactos con la sección entomológica del Museo de Historia Natural de Berlín. Después de obtener su doctorado, obtuvo un puesto de asistente en el Museo en 1921, antes de convertirse en curador en 1926 y profesor en 1932. Hasta 1957, dirigió la sección dedicada a los lepidópteros. Se casó en 1930 con Xenia von Stryk con quien tuvo dos hijos.
Hering publicó numerosos artículos, más de cuatrocientos. Se dedicó principalmente a especies mineras de la familia de Tephritidae y Agromyzidae y trabajó principalmente en aspectos taxonómicos y ecológicos. Describió más de dos mil taxones.
Legó su colección al Museo de Berlín, que contiene 2400 especies y 425 tipos. Hering formó parte de la Comisión Internacional de Nomenclatura Zoológica, y también fue secretario general del Congreso Internacional de Entomología en Berlín, celebrado en 1938.

## Obras seleccionadas
- (1926) Die Ökologie der blattminierenden Insektenlarven. pp 253, 2 pl. Borntraeger, Berlín.
- (1951) Biología de los mineros. Junk, La Haya.
- (1957) Bestimmungstabellen der Blattminen von Europa einschliesslich des Mittelmeerbeckens und der Kanarischen Inseln , vol. 1–3. Uitgeverij Dr. W. Junk, 's-Gravenhage.